# Philip K. Dick
Philip Kindred Dick (født 16. december 1928 i Chicago, Illinois, død 2. marts 1982 i Santa Ana, Californien), ofte kendt under sine initialer, PKD, var en amerikansk science fiction-forfatter. Selvom han i sin levetid blev hædret af samtidige forfattere som Stanislaw Lem, Robert A. Heinlein og Robert Silverberg, blev han først for alvor kendt efter sin død.
Som et forvarsel til cyberpunk-genren, anvendte Dick den anomiske verden i Californien i mange af sine værker, med basis i egne erfaringer, i romaner som A Scanner Darkly. Hans kritikerroste roman, Manden i den store fæstning (The Man in the High Castle), slog bro mellem genrene kontrafaktisk historie og science fiction, hvilket gav ham en Hugo-pris for bedste roman i 1963. Han skrev også en række noveller og mindre værker, som blev udgivet i pulp-tidsskrifter. Dick valgte at skrive om folk han elskede, og placere dem i fiktive verdener hvor han stillede spørgsmålstegn ved virkeligheden ved ideer og institutioner. "I mit forfatterskab stiller jeg endda spørgsmålstegn ved universet; jeg spekulerer højlydt på om det er virkeligt, og jeg spekulerer højlydt på om vi alle er det," skrev Dick.
Hans romaner og noveller anvender hyppigt handlingselementer som alternative universer og simulacra, med almindelige arbejdere som figurer, frem for en galaktisk elite. "Der er ingen heltegeringer i Dicks bøger," skrev Ursula K. Le Guin, "men der er helte. Man kommer til at tænke på [Charles] Dickens: det afgørende er almindelige menneskers ærlighed, konstans, venlighed og tålmodighed."
Dicks historier udvikler sig ofte til surrealistiske fantasier, hvor figurerne opdager at deres daglige verden er en illusion, hidrørende fra udefrakommende påvirkning eller fra en upålidelig fortællers omskiftelighed. "I hele hans forfatterskab er der en grundlæggende forudsætning om, at der ikke kan være én enkelt objektiv virkelighed," skriver Charles Platt. "Alt er et spørgsmål om opfattelse. Der er en tilbøjelighed til ændrede forudsætninger. En hovedperson oplever måske, at han udlever en andens persons drømme, eller han kommer i en medicinfremkaldt tilstand, der faktisk giver mere mening end den virkelige verden, eller han kommer over i et helt andet univers."
Han skrev i alt omkring 120 noveller og over 40 romaner, og anses for at være en af de mest betydende science fiction-forfattere.

## Liv
Philip Kindred Dick blev født den 16. december 1928 i Chicago, hans forældre var Joseph Edgar og Dorothy (født Kindred) Dick. Dicks tvillingesøster døde kort efter fødslen, hvorefter familien flyttede til Californien. Forældrene blev skilt da han var 5 år gammel. Han gik i skole (Berkeley High School) i Berkeley (Californien).
Dick arbejdede som sælger i en pladeforretning i Berkeley, hvor han en kort overgang læste germanistik på universitetet. I 1951 solgte han sin første novelle og i 1952 begyndte han at skrive på fuld tid. Han var gift fem gange og fik tre børn. I Vancouver i 1970'erne mislykkedes et selvmordsforsøg, hvorefter han gik i narkotikaafvænning.
Han døde den 2. marts 1982 i Santa Ana af følgerne af et slagtilfælde.

## Filmatiseringer
En række af Dicks historier er blevet filmatiseret, hvoraf de fleste kun er løseligt baseret på Dicks original, som udgangspunkt for et Hollywood-actioneventyr, introducerende vold som er ukarakteristisk for Dicks historier, og udskiftende Dicks typiske uinteressante hovedperson med en actionhelt.
Den mest beundrede filmatisering er Ridley Scotts klassiske film Blade Runner fra 1982 (baseret på Dicks roman fra 1968, Drømmer androider om elektriske får? (Do Androids Dream of Electric Sheep?). Dick var ængstelig for hvordan hans historie ville blive tilpasset filmmediet, han afslog at skrive en roman over filmen og var under produktionen kritisk over for filmen og dens instruktør. Da han fik lejlighed til at se nogle af filmens specielle effekter, der viste Los Angeles i året 2019, var han forbløffet over at miljøet var "præcis som jeg havde forestillet mig det!" Efter en fremvisning af filmen havde Dick og Scott en ærlig men hjertelig diskussion om filmens temaer og figurer, og selvom de havde forskellige meninger, støttede Dick nu fuldtud filmen. Mindre end fire måneder før filmen fik premiere, døde Dick.
Steven Spielbergs 2002-tilpasning af Minoritetsrapporten (Minority Report 1956) overførte trofast en række af Dicks temaer inden for rammerne af actioneventyr-skelettet, det samme gælder Total Recall (1990), der var baseret på novellen Erindringer en gros (We Can Remember It for You Wholesale 1966). Den indeholder Dickske elementer som forveksling af fantasi og virkelighed, udvikling mod mere fantastiske elementer i løbet af historien, maskiner der taler med mennesker og hovedpersonens tvivl på sin egen identitet. Stedfortræder (Impostor), en film fra 2002, baseret på Dicks novelle fra 1953 af samme navn, anvender to af Dicks mest almindelige temaer; sindssyge, der formindskes i takt med dens syges evne til at skelne mellem virkelighed og hallucination, og en hovedperson der forfølges af en undertrykkende regering.
John Woos film fra 2003, Paycheck, var løst baseret på Dicks 1953-novelle af samme navn, Løncheck på dansk. Filmen fik en dårlig kritik og ringe indtjening i biograferne.
Filmen Screamers (1995) var baseret på Dicks novelle Den anden variant (Second Variety 1953); men stedet var ændret fra en næsten ødelagt Jorden i novellen, til et generisk science fiction-miljø på en fjerntliggende planet i filmen. Den anden variant menes at have haft en mulig indflydelse på scener i den maskindominerede fremtid i filmen The Terminator (1984) og dens efterfølgere.
Den franske film Barjo (Confessions d'un Barjo) er baseret på Dicks ikke-science fiction-bog Confessions of a Crap Artist.
Den animerede film A Scanner Darkly (baseret på Dicks roman af samme navn fra 1977) havde premiere i 2006, hovedpersonerne spilles af Keanu Reeves som Fred/Bob Arctor og Winona Ryder som Donna. Robert Downey Jr. og Woody Harrelson, begge skuespillere der er kendt for at have narkotikaproblemer, er også på rollelisten.
Dick skrev selv drejebogen til en påtænkt filmatisering af Ubik i 1974, men filmen blev aldrig til noget.

### Tegneserier
Marvel Comics udgav Dicks novelle "The Electric Ant" som en kort serie, der blev udgivet i 2009. Tegneserien blev produceret af tekstforfatter David Mack (Daredevil) og tegneren Pascal Alixe (Ultimate X-Men), med forsider leveret af tegneren Paul Pope. (Webside ikke længere tilgængelig)
I 2009 begyndte BOOM! Studios at udgive en 24 afsnits miniserie med en tegneserieversion af Drømmer androider om elektriske får? Blade Runner en film fra 1982 udviklet på baggrund af samme roman, var tidligere blevet tilpasset til tegneserieformat som A Marvel Comics Super Special: Blade Runner.